# Daumengashebel

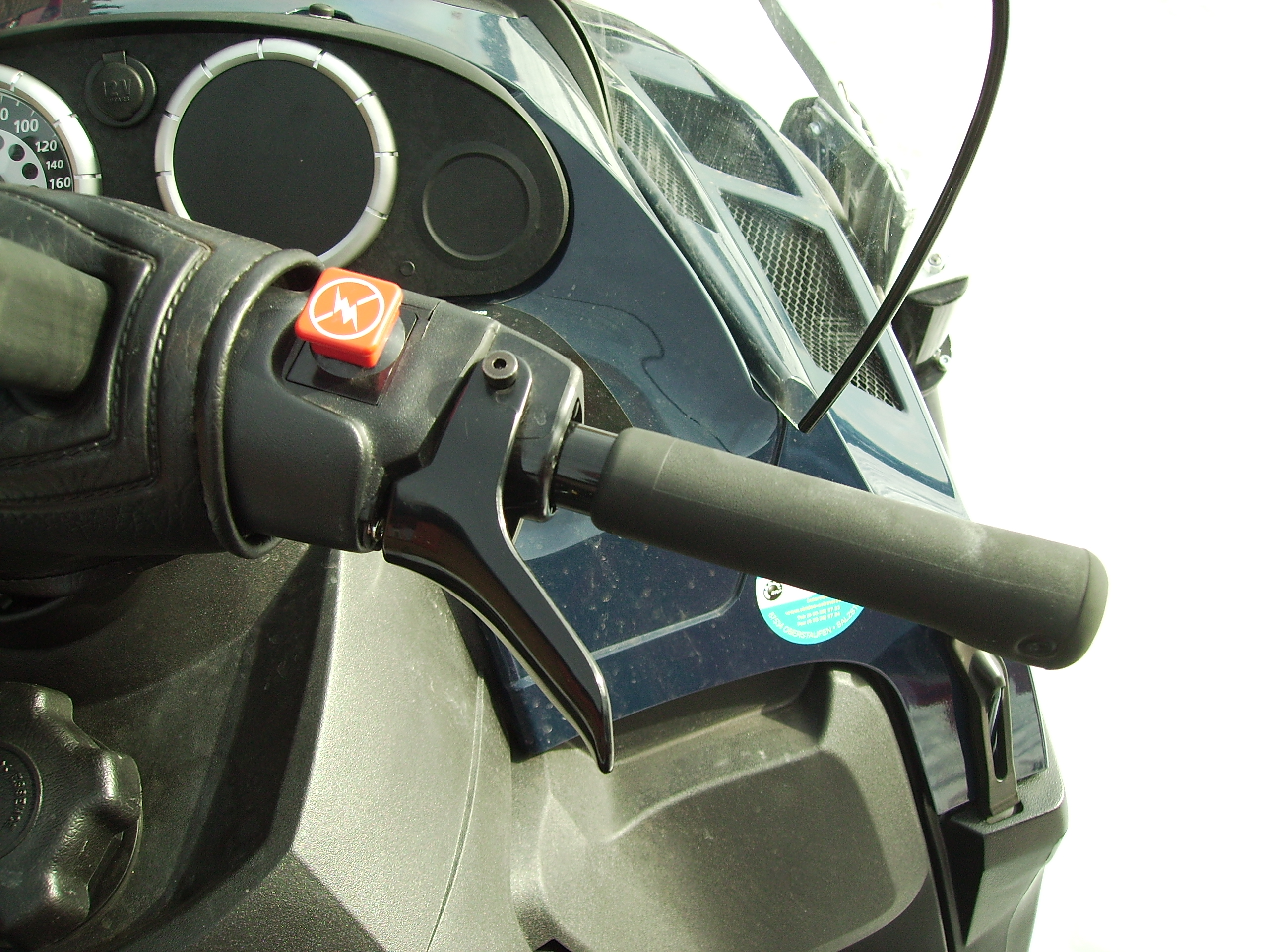
Daumengashebel eines Motorschlittens, links daneben roter Not-Aus-Knopf

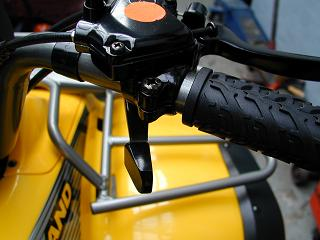
Daumengashebel an einem Quad

Der Daumengashebel ist ein Steuerungselement eines Kraftfahrzeuges, mit dem die Motorleistung gesteuert und damit die Geschwindigkeit reguliert werden kann. Daumengashebel finden Verwendung bei Fahrzeugen wie Motorschlitten, Wassermotorrädern oder Quads  bzw. ATVs (All Terrain Vehicle), wo der Fahrer sich oft mit beiden Händen an den Griffen halten muss und deswegen ein Drehgasgriff wie beim Motorrad unpraktisch wäre, da wegen der Lenkkräfte eine präzise Gasdosierung mit Wickelgriff schwer möglich ist. Der Gashebel wird mit dem rechten Daumen bedient. Wird der Hebel Richtung Griff gedrückt, steigt die Motordrehzahl. Bei vielen Motorschlitten ist der Daumengashebel beheizbar, um bei langen Fahrten im Schnee dem Auskühlen der Hand entgegenzuwirken.